# Denisovski čovjek
Denisovski čovjek ili denisovski hominin ili denisovac izumrla je vrsta roda Homo ili je podvrsta Homo sapiensa koja je živjela u paleolitiku. Znanstvenici su u ožujku 2010., objavili otkriće fragmenta kosti prsta mlade ženke stare 41 000 godina u špilji Denisova na Altaju u Sibiru, koja je također bila nastanjena i neandertalcima i modernim ljudima. Do danas je objavljeno otkriće dvaju zuba i nožnog palca različitih jedinki iste populacije.
Analiza mitohondrijskog DNK-a (mtDNK) izolirana iz kosti prsta ukazuje da je denisovski čovjek genetski različit i od neandertalca i od modernog čovjeka. Dodatna istraživanja na jezgrenom genomu iz istih uzoraka ukazuju na to da ova vrsta dijeli zajedničkog evolucijskog pretka s neandertalcima, da se njezin životni areal protezao od Sibira do Jugoistočne Azije, te da su pripadnici ove vrste živjeli i međusobno se križali s precima modernih ljudi. Oko 3 do 5% DNK-a domorodačke populacije Melanežana i australijskih Aboridžina vuče podrijetlo od denisovskog čovjeka.  Druge etničke skupine koje imaju određeni postotak gena denisovskog čovjeka su Malajci,  Polinežani,  indijski Dravidi, Burmanci i Mon-Khmerski narodi. Usporedba s genomom neandertalaca iz iste špilje otkriva vrlo veliku razinu međusobnog križanja. Geni lokalne populacije neandertalaca predstavljaju 17% genoma denisovskog čovjeka, a analize pokazuju i bitnu razinu križanja s još jednom do danas nepoznatom ljudskom evolucijskom linijom. Slične su analize na DNK-u izoliranoj iz nožnog palca još uvijek u tijeku, dok je analiza DNK-a izolirane iz dvaju zuba pronađenih u različitim slojevima tla pokazala neočekivanu razinu divergencije u mtDNK-u unutar same vrste. Godine 2013., izolirana je mitohondrijska DNK iz 400 000 godina stare bedrene kosti pronađene u Španjolskoj za koju se pretpostavljalo da pripada neandertalcu ili Homo heidelbergensisu. Analize su dokazale da je ovaj genetski materijal puno sličniji denisovskom mtDNK-u nego mtDNK-u neandertalca.

## Otkriće
Denisovu špilju, koja je dobila ime po ruskom pustinjaku iz 18. stoljeća Denisu, prvi je put istražio ruski paleontolog Nikolaj Ovodov 1970-ih godina, u svojoj potrazi za fosilnim ostacima špiljskog medvjeda. Godine 2008. ruski arheolog Mihail Šunkov iz Ruske akademije znanosti i drugi ruski arheolozi iz Instituta za arheologiju i etnologiju iz Novosibirska, istražujući nalazište Denisove špilje, otkrivaju mali fragment kosti petog prsta šake mlade ženke hominina, kojoj su nadjenuli nadimak "žena X" (eng.: "X woman") (po majčinoj nasljednoj liniji mitohondrijskog DNK,) ili jednostavno denisovski hominin. U špilji su pronađeni različiti artefakti, uključujući i narukvicu, a oni iskopani na istoj razini s kosti datirani su ugljikom-14 na oko 40 000 godina prije današnjice. Daljnja iskapanja otkrila su diskontinuiranu prisutnost čovječjih artefakata do 125 000 prije današnjice.
Tim znanstvenika na čelu s Johannesom Krauseom i švedskim biologom Svanteom Pääboom iz Instituta Max Planck za evolucijsku antropologiju u Leipzigu, sekvencirali su mitohondrijsku DNK izoliranu iz koštanog fragmenta. Zbog hladne klime koja vlada područjem u kojem se nalazi denisova špilja, DNK se dobro očuvala kroz ovo dugo razdoblje. Prosječna godišnja temperatura špilje je oko 0 °C, što je uvelike pridonijelo očuvanju arhajske DNK u pronađenim ostacima. Analize su pokazale da moderni ljudi, neandertalci, i denisovski hominini dijele posljednjeg zajedničkog evolucijskog pretka prije oko 1 milijun godina.
Analiza mtDNA još dokazuje da su nove vrste hominina na ovom području rezultat ranijih migracija iz Afrike, različitih od najrecentinijh migracija modernih ljudi, ali također različitih od prvih migracija iz Afrike Homo erectusa. Pääbo je naglasio da postojanje ove daleke evolucijske grane stvara puno složeniju sliku čovjekčanstva kasnog pleistocena.  Ovo istraživanje dokazuje da su denisovski ljudi sestrinska grupa neandertalskog podrijetla, koji su se odvojili od linije modernih ljudi prije oko 600 000 godina, a od linije neandertalaca se odvojila oko 200 000 godina kasnije, vjerojatno na Srednjem istoku.
Godine 2010., novi znanstveni članak istraživačkog tima Svantea Pääba opisao je jedno ranije otkriće iz 2000., trećeg gornjeg kutnjaka mlade odrasle jedinke, otprilike iste starosti (palac je iz sloja 11 u nizu slojeva tla špilje, dok je zub iz sloja 11.1). Zub se razlikuje po mnogim karakteristikama u odnosu na zube neandertalaca, pošto ima arhajske karakteristike slične zubima Homo erectusa. Znanstvenici su ponovo analizirali mitohondrijsku DNK izoliranu iz zuba i otkrili da je sekvenca različita, ali vrlo slična onoj iz kosti prsta, što ukazuje na vrijeme divergencije od 7 500 godina. Ovaj genetski materijal pripada različitoj individui ali iz iste populacije.
Godine 2011., otkrivena je kost nožnog palca također u sloju 11 tla unutar špilje, što se vremenski podudara s kosti prsta. Preliminarna analiza mitohondrijske DNK iz ovog uzorka ukazuje na to da je pripadao neandertalcu, a ne denisovskom čovjeku. U ovoj špilji u Altajskom gorju pronađen je i kameni alat i predmeti od kostiju koje je izradio moderni čovjek. Prema riječima Svantea Pääba: "Postoji jedno mjesto gdje smo sigurni da su u njemu u prošlosti živjela sva tri čovječja oblika, to je denisovska špilja."

## Anatomija
Malo se toga zna o točnim anatomskim karakteristikama denisovskog čovjeka, pošto su jedini očuvani fosilni ostaci kost prsta, dva zuba iz kojih je izoliran genetski materijal za analizu i kost nožnog palca. Očuvana kost prsta šake je posebno široka i krupna, što bitno odudara od standardnih varijacija promotrenih u modernih ljudi. Zapanjujuće je to što ova kost pripada ženskoj jedinki, što navodi na zaključak da su denisovski ljudi bili vrlo robustne građe, vjerojatno slični neandertalcima. Pronađeni zubi se po morfološkim karakteristikama ne mogu usporediti ni s neandertalcima, ni s modernim čovjekom.Prvi opis morfoloških karakteristika kosti nožnog palca uazuje na to da bi mogao pripadati jedinki hibridu denisovskog čovjeka i neandertalca, ali kritičari navode da ima premalo morfoloških elemenata za donošenje takvog zaključka. Genetski materijal izoliran iz nožnog palca trenutno se analizira.
Neka starija otkrića mogu, ali i ne moraju pripadati evolucijskoj liniji denisovskog čovjeka, kao npr. lubanje iz Dalija, Mabe i brojni druge fragmentarni ostaci otkriveni u Aziji. Azija još uvijek nije dovoljno istražena i kartografirana u smislu čovječje evolucije, tako da bi opisani ostaci mogli pripadati skupini "azijskih neandertalaca".

## Analiza mitohondrijskog DNK-a
Mitohondrijski DNK (mtDNK) izoliran iz kosti prsta razlikuje se od onoga modernog čovjeka za 385 nukleotida od ukupno 16 500, a razlika između modernih ljudi i neandertalaca jest oko 202 nukleotida. Za usporedbu razliku u mtDNK između čimpanze i modernog čovjeka čine 1462 nukleotida. To ukazuje na vrijeme evolucijske divergencije na oko 1 milijun godina u prošlosti. Mitohondrijski DNK zuba vrlo je slična onoj iz kosti prsta što znači da su dva ostatka pripadala jedinkama iste populacije. Iz drugoga pronađenog zuba mtDNK pokazuje neočekivano veliku razliku u odnosu na prethodne primjerke. Ove dvije jedinke iz iste špilje pokazuju veću genetsku različitost od one prisutne među svim analiziranim ostacima neandertalaca iz cijele Euroazije i veću od svih populacija suvremenih ljudi sa svih kontinenata.

## Analiza jezgrenog genoma
U svom drugom objavljenom članku iz 2010., autori su izvijestili o izolaciji i sekvenciranju jezgrenog genoma iz denisovske kosti prsta.  DNK iz ovog uzorka bila je neočekivano dobro očuvana i pokazivala je vrlo nizak stupanj kontaminacije. Znanstvenici su bili u stanju sekvencirati gotovo čitav genom, omogućujući tako detaljnu usporedbu denisovskog genoma s genomom neandertalca i Homo sapiensa. Iz ove su analize zaključili da, usprkos prividnoj divergenciji u njihovim mitohondrijskim sekvencijama, denisovski su ljudi zajedno s neandertalcima dijelili zajedničku evolucijsku liniju u odnosu na liniju modernog afričkog čovjeka. Procijenjeno vrijeme divergencije između denisovskog čovjeka i neandertalca je 640 000 godina prije današnjice, a vrijeme odvajanja denisovca i neandertalca od linije modernog čovjeka je 804 000 godina prije današnjice. Stručnjaci smatraju da je divergencija u denisovdkoj mtDNK rezultat ili očuvanja linije pročišćene od gena iz drugih linija arhaičnih ljudi putem genetskog otklona ili pak unošenjem genskog materijala iz starijih vrsta hominida. Godine 2013., sekvencirana je mtDNA iz bedrene kosti od 400 000 godina starog Homo heidelbergensisa iz špilje Sima de los Huesos u Španjolskoj i dokazano je da je ova sekvencija najbliža sekvenciji denisovskog čovjeka.

## Križanje s drugim vrstama
Detaljna usporedba denisovskog, neandertalskog genoma i genoma modernog čovjeka otkrila je dokaze o složenoj mreži križanja među različitim vrstama. Kao rezultat križanja, 17% denisovskog genoma potječe od lokalne populacije neandertalaca, a pronađeni su i genetički dokazi u jezgrenom genomu o križanju s jednom još uvijek neotkrivenom linijom hominina, vjerojatno izvorom neuobičajeno starom mtDNK.
Analiza genoma modernih ljudi pokazuje da su se oni parili s najmanje dvije različite vrste arhaičnih ljudi: neandertalcima (sličnim onima koji su naseljavali Kavkaz, a ne onima iz Altaja) i denisovcima. Otprilike 4% jezgrenog DNK neafričkih modernih ljudi potječe iz neandertalskog genoma, što ukazuje na križanje među vrstama. Analiza uspoređivanja genoma denisovskog čovjeka s genomima šest raziličitih populacija modernih ljudi: !Kung iz Južne Afrike, a Nigerijaca, Francuza, stanovnika Papue Nove Gvineje, stanovnika otoka Bougainville i Han Kineza dokazuju da oko 4% do 6% genoma melanezijskih naroda (u ovom slučaju Papuanaca i žitelja otoka Bougainville) potječe od denisovskih populacija. Ova se DNK vjerojatno unesena u genom modernih ljudi tijekom ranih migracija u Melaneziju. Ova otkrića su u skladu s rezultatima drugih analiza usporedbe genoma koji su dokazali relativno povećanje alela denisovskih ljudi u genomu australskih Aboridžina, u odnosu na europske i afričke populacije. Genomi papuanskih populacija, međutim, dijele najveći broj alela s denisovdkim ljudima, veći broj od australskih Aboridžina.
Melanezijski narodi vjerojatno nisu jedini potomci denisovskog čovjeka. David Reich iz Sveučilišta Harvard, u suradnji s Markom Stonekingom i suradnicima iz Instituta Max Planck Institute, otkrili su genetičke dokaze denisovskog podrijetla među melanezijskim narodima, australskim Aboridžinima, i manjim raspršenim grupama u Jugoistočnoj Aziji, kao npr. Mamanwa, koja spada u populaciju Negrita u Filipinima. Međutim, nisu sve populacije Negrita nositelji denisovskih gena; narod Onge stanovnici Adamanskih otoka i maležanski narod Jehai, na primjer, nemaju bitnih genetičkih veza s denisovskim čovjekom. Ovi podaci ukazuju na to da se križanje dešavalo na kopnu Jugoistočne Azije, i dokazuje da su denisovski ljudi nastanjivali veliki prostor istočne Azije.  Na temelju moderne distribucije denisovskog DNK, čini se da su denisovski ljudi Wallaceovu crtu, a Wallacea je bila njihovo posljednje utočište. Članak Kaya Prüfera iz 2013. navodi da azijske populacije koje ne žive na pacifičkim otocima i Sjevernoamerički Indijanci imaju oko 0,2% genoma denisovskog čovjeka.
Geni HLA imunosnog sustava proučavani su s posebnom pažnjom u pokušaju da se identificiraju geni koji vuku podrijetlo od arhaičkih ljudskih populacija. Iako nije prisutan u sekvenciranom genuomu denisovskog čovjeka, obrazac distribucije i divergencija alela HLA-B*73 od drugih HLA alela navodi na zaključak da je preuzet od denisovskog čovjeka u modernog čovjeka na području zapadne Azije. Polovica HLA alela modernih populacija Euroazije doista pripada arhajskim HLA haplotipovima, te se pretpostavlja da su denisovskog ili neandertalskog podrijetla. Ova povećana prisutnost arhajskih alela dokazuje da je postolao pozitivni selekcijski pritisak ka njihovom očuvanju u ljudskim populacijama. Detaljniji prikaz denisovskog genoma objavljen 2012. pokazuje prisutnost genskih varijanti koje su vezane za tamnu boju kože, tamnu kosu i smeđe oči, što je u skladu s fizičkim osobinama prisutnih danas kod Melanežana.
Neki stručnjaci navode, još uvijek bez genetičkih dokaza da su ljudi iz Crvenojelenje špilje u Kini rezultat križanja Homo sapiensa i denisovskih ljudi nekoliko tisuća godina nakon posljednje glacijacije.
Postoje dokazi da je minimalno 0,5% gena neandertalca križanjem prešlo u genom denisovskih ljudi. Denisovski genom dijeli više alela s genomom neandertalaca iz Altajskog gorja, nego s genomom neandertalca iz Vindije u Hrvatskoj i neandertalca iz Mezmaiskaye na Kavkazu, dokazujući da je se genski prijenos desio od altajske populacije neandertalaca.
Dokazano je također da se u genomu denisovskog čovjeka nalazi genski materijal koji potječe od još neotkrivene nepoznate vrske hominina, čija se evolucijska linija odvojila puno prije evolucijske linije neandertalaca, denisovaca i modernih ljudi, sugerirajući tako mogući genski prijenos od tog nepoznatog hominina na denisovskog čovjeka ili popoulacijsku substrukturu.

## Vanjske poveznice
- The Denisova Consortium's raw sequence data and alignments